# Schizymenium campylocarpum
Schizymenium campylocarpum là một loài Rêu trong họ Bryaceae. Loài này được (Arn. & Hook.) A.J. Shaw miêu tả khoa học đầu tiên năm 1985.